# New General Catalogue
New General Catalogue (NGC), fullständig titel New General Catalogue of Nebulae and Clusters of Stars, är en astronomisk katalog över planetariska nebulosor, stjärnhopar och galaxer. 
NGC utgavs 1888 och sammanställdes av den danske astronomen J.L.E. Dreyer, då verksam vid Armaghobservatoriet i Armagh. NGC baseras på visuella observationer gjorda främst av den engelske astronomen John Herschel, och innehåller nästan 8 000 objekt. New anger att det är frågan om en uppdatering och utökning av Herschels General Catalogue of Nebulae and Clusters and Clusters of Stars (GC) från 1864.
Dreyer gav senare ut en reviderad upplaga, Revised New General Catalogue (RNGC), och två tilläggskataloger, Index Catalogue IC 1, 1895 och IC 2 1908. IC-katalogerna omfattar tillsammans drygt 5 000 objekt. 
Totalt täcker NGC och IC hela himlen, men graden av täckning är något lägre för det södra halvklotet. 
(R)NGC är fortfarande populär hos amatörastronomer då den tar upp många olika typer av objekt, och inte är specialiserad.